# Žihle (zámek)
Žihle je zámek ve stejnojmenné obci na Kralovicku v okrese Plzeň-sever. Postaven byl na konci šestnáctého století, ale brzy přestal sloužit jako panské sídlo, a byl přestavěn na hostinec. Zámek, často označovaný jako tvrz, je od roku 1964 chráněn jako kulturní památka.

## Historie
Žihle patřila do roku 1238 králi Václavu I., od kterého ji tehdy výměnou za Kožlany získal plaský klášter. Od roku 1448 přešla jako zástava do rukou Jana Calty z Kamenné Hory, který ji připojil k rabštejnskému panství. U toho zůstala až do konce šestnáctého století, kdy roku 1595 zemřel jeho majitel Jaroslav Libštejnský z Kolovrat. Dědictví si rozdělili jeho synové, a Žihle připadla Mikulášovi Libštejnskému z Kolovrat, který z ní učinil centrum nového panství a nechal postavit tvrz. Už roku 1600 však Žihli prodal Václavu Chotkovi z Chotkova. Po něm ji zdědil syn Jiří Chotek z Chotkova, kterému byla roku 1622 za účast na stavovském povstání zkonfiskována a vzápětí prodána Heřmanu Černínovi z Chudenic. Nový majitel Žihli připojil natrvalo k petrohradskému panství. Po roce 1945 zámeckou budovu využíval státní statek, který ji nechal roku 1970 opravit. Potom už nebyla udržována a postupně chátrá. Zatékající voda poškodila krov a způsobila statické poruchy obvodového zdiva.

## Stavební podoba
Jednopatrový zámek tvoří obdélná budova krytá dvojitou valbovou střechou Ve středu sedmiosého hlavního průčelí se nachází bosovaný portál s otvory pro kladky padacího mostu. Za ním pokračuje průjezd, který prochází celou budovou. Fasády byly zdobené sgrafitem. Část prostor v přízemí včetně schodiště je zaklenutá neckovou klenbou. Při přestavbě okolo roku 1700 bylo výrazně upraveno první patro, přičemž z původní stavby zůstaly pouze obvodové zdi.

## Galerie

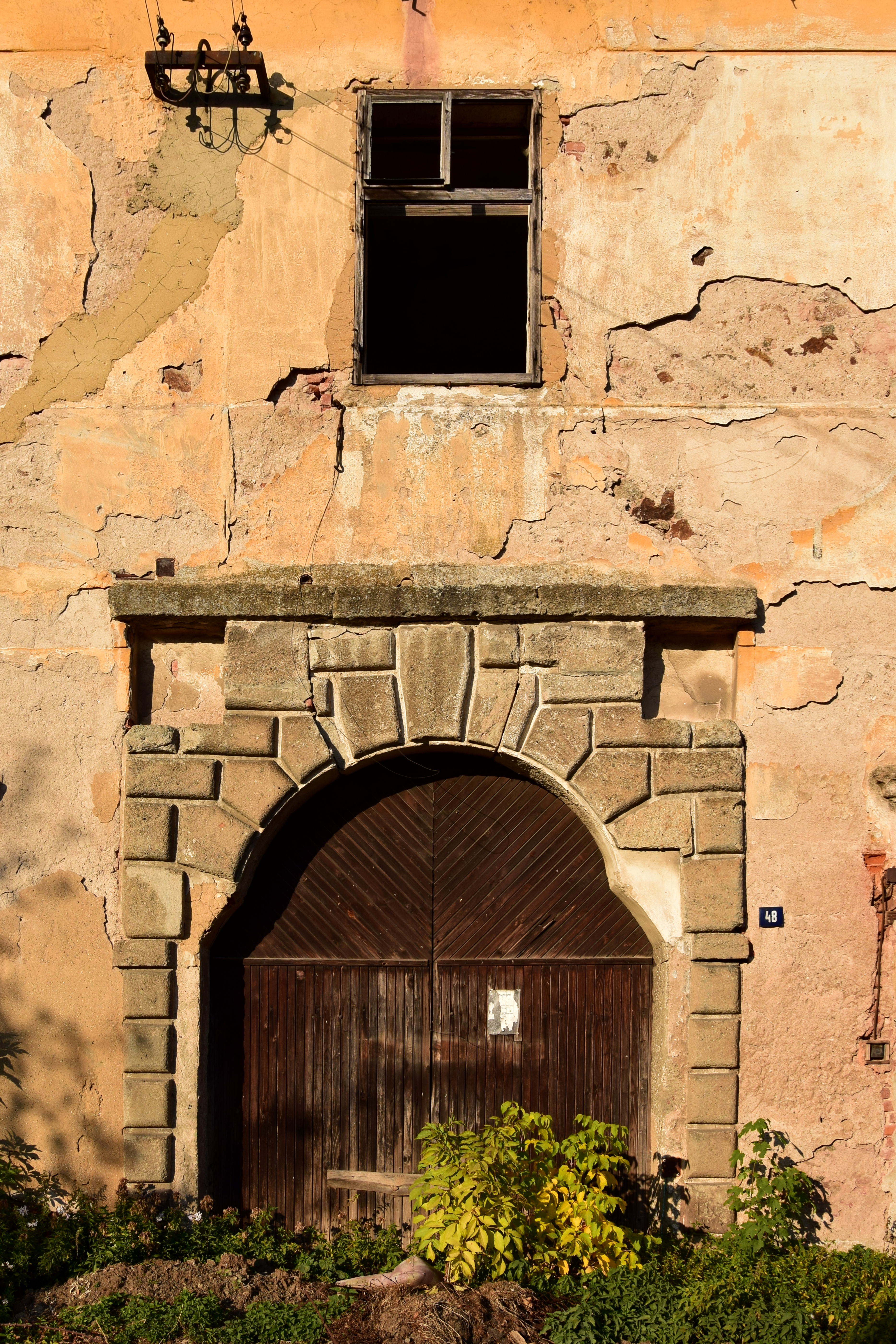
Jižní portál
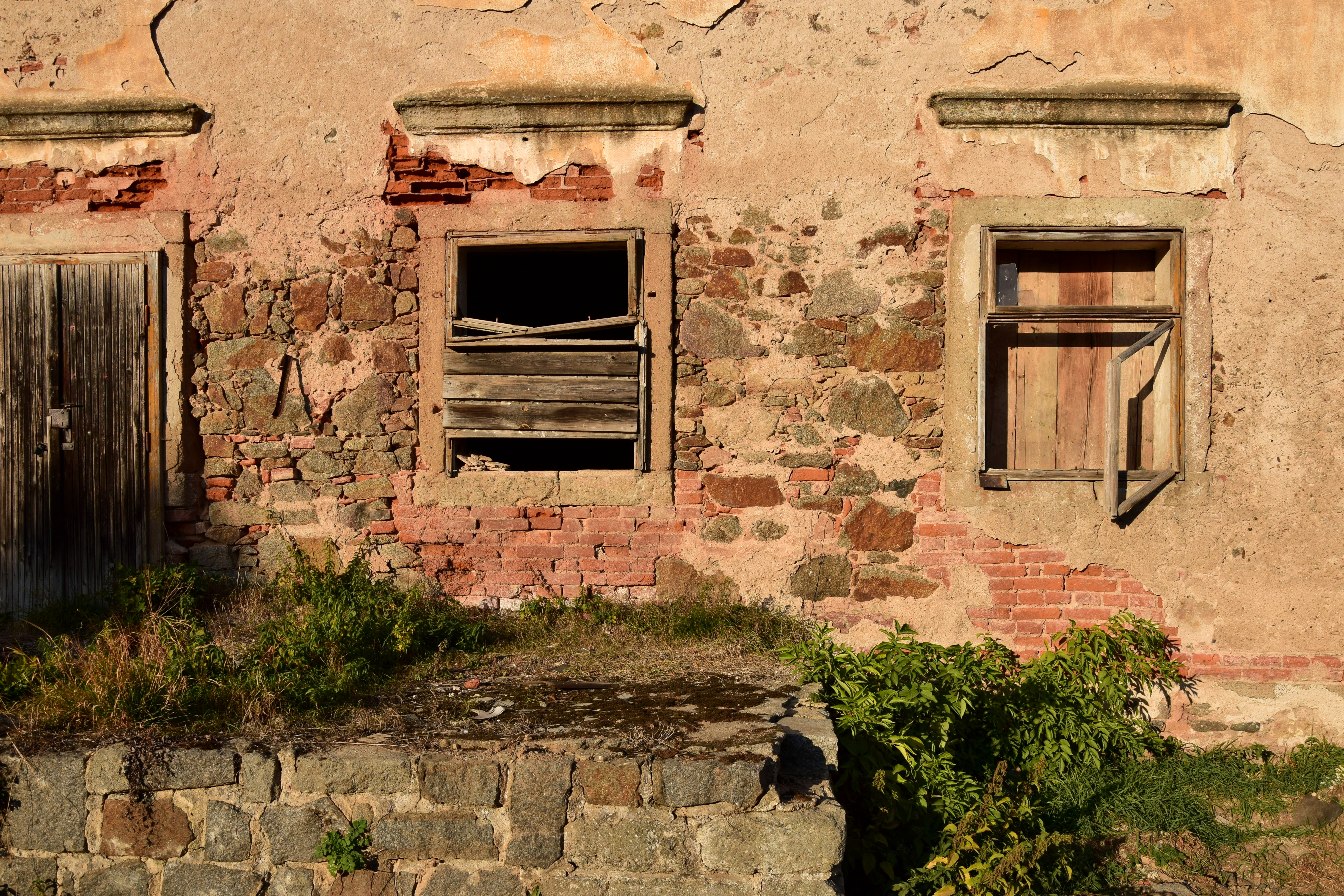
Okna na jižní straně budovy
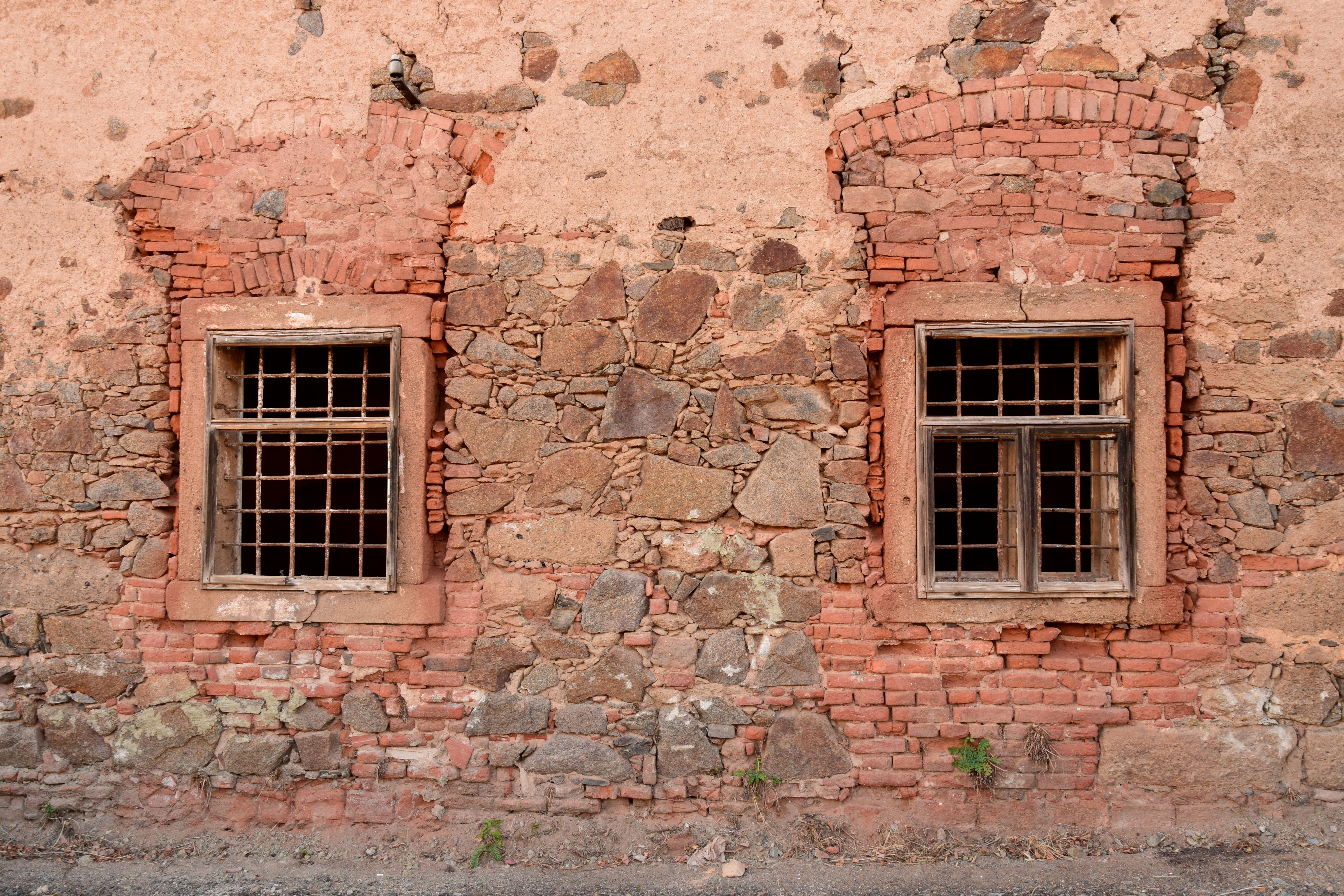
Okna na východní straně budovy
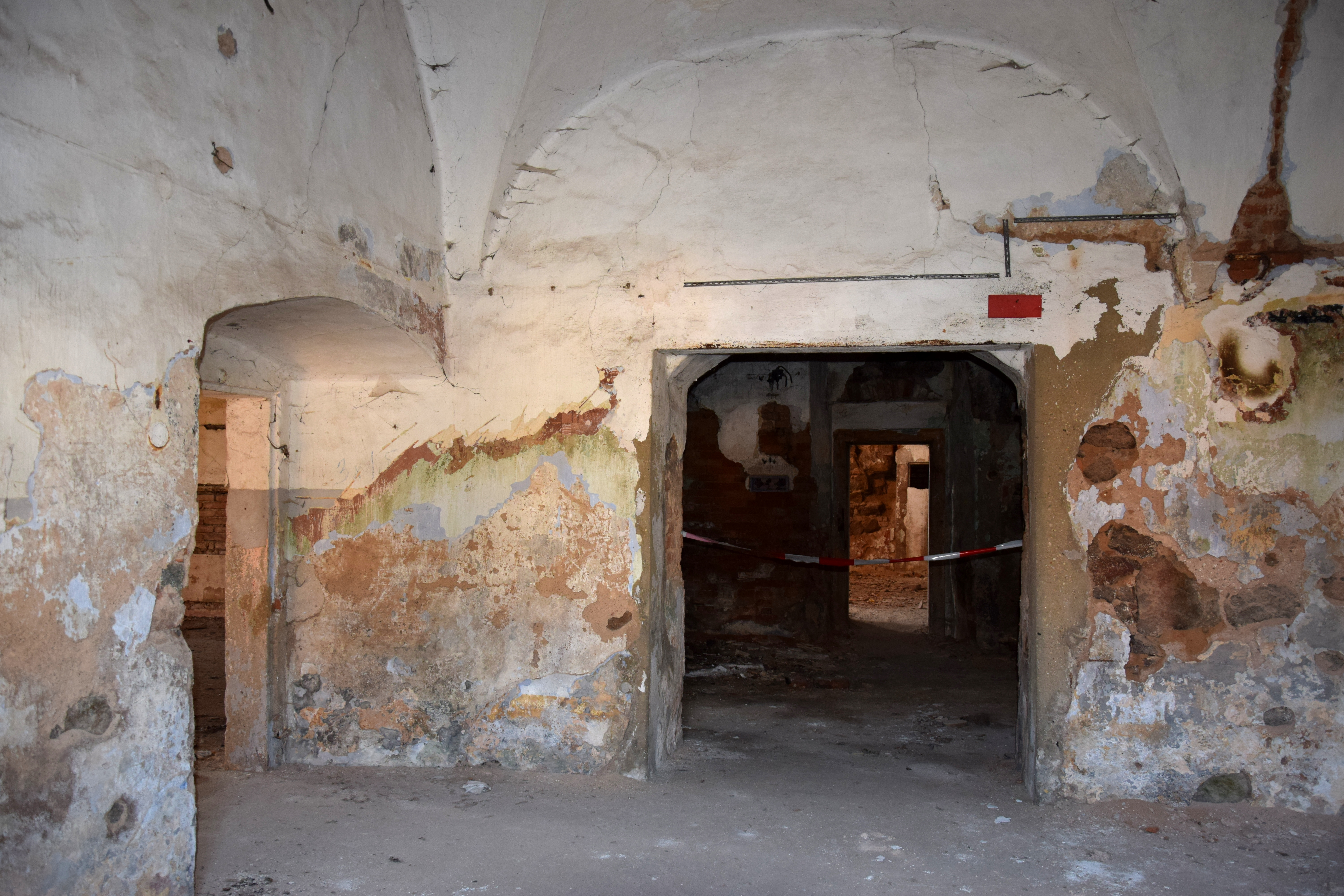
Interiér v přízemí východního křídla